# 间发性酒狂
间发性酒狂（英語：Dipsomania）是指满足饮酒嗜好和避免因停止饮酒而发生身体不适，酒依赖者间歇性饮酒。
反复饮酒之后，身体对酒精产生耐受性，酒量越来越大，成为间发性酒狂，理智克制很难做到，会间歇发作。